# Manoir de Kerandrun
Le manoir de Kerandrun est situé à Theix-Noyalo en France.

## Localisation
Le manoir est situé sur le territoire de la commune déléguée de Theix, au lieu-dit Kerandrun, dans le département du Morbihan en région Bretagne.

## Description
Enquête interdite.

## Historique
Manoir attesté dès 1427 appartenant jusqu'au XVIe siècle à la famille de Quirissec. Le logis est détruit entre 1960 et 1970, réemploi de quelques éléments anciens dans la nouvelle construction. Chapelle existant en 1758, restaurée au  XIXe siècle et rendue au culte en 1868, détruite vers 1970. Moulin à eau en ruine. Pavillon d'entrée du XVIe siècle.
Il est inscrit à l'inventaire général du patrimoine culturel.